# 尾崎市民サービスセンター
尾崎市民サービスセンター（おざきしみんサービスセンター）は、岐阜県各務原市にある各務原市が運営する公共施設

## 概要
- 1986年（昭和61年）4月開所。各務原市消防本部西部方面消防署尾崎出張所を併設する[2]。
- 那加地区北部の尾崎地区（尾崎団地（1974年から1981年に岐阜県住宅供給公社が開発した住宅団地）などがある新興住宅地）の住民のために設置された。

## 取り扱い業務
- 住所変更の手続き（転入、転出、転居など）
- 戸籍の届出（出生届、結婚届など）
- 住民票、戸籍などの謄本・抄本の発行
- 印鑑登録、印鑑登録証明書の発行
- 所得証明、資産証明などの税証明の発行
- 国民健康保険、国民年金の加入・脱退などの手続き
- 税金、保険料など公金の収納
- 市役所へ提出する届書の取り次ぎ

## 所在地
- 岐阜県各務原市尾崎西町1丁目7-2[1]

## アクセス

### 公共交通機関
- 岐阜バス尾崎団地線「尾崎ショッピングセンター前」バス停より徒歩約2分。
  - 岐阜駅（JR岐阜駅バスターミナル）、名鉄岐阜駅（名鉄岐阜のりば）より【B55】諏訪山団地、【B56】各務原高校前、【B57】テクノプラザ （県総合医療センター経由）、【B58】諏訪山団地（県総合医療センター経由）、【B59】各務原高校前（県総合医療センター経由）行き。
- 各務原市ふれあいバス那加線、東西線「尾崎ショッピングセンター前」バス停より徒歩約2分。

## 周辺施設
- 各務原市立尾崎小学校
- 尾崎保育所
- 各務原尾崎郵便局